# رباط منعكس
الرباط المنعكس (اللفافة المثلثية) هو طبقة من الألياف المائلة لشكل مثلث، تكونت من توسع الرباط الجوبي وسيقان الحلقة الأربية السطحية تحت الجلد.
ويمرّ في الوسط خلف الحبل المنوي، ويمتد إلى شريط على شكل مروحة إلى حد ما، مستلقياً خلف سيقان الحلقة الأربية السطحية تحت الجلد، وأمام الوتر المنضم، ويتقاطع مع رباط الطرف الآخر من الخط الأبيض.

## صور إضافية

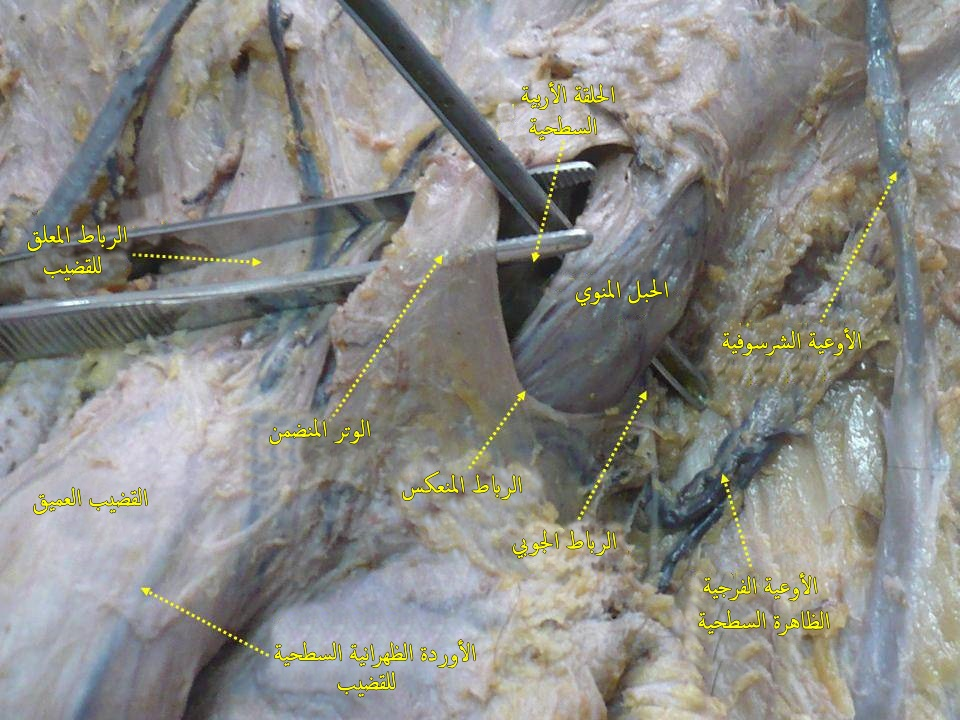
جدار البطن الأمامي، تشريح فوري-منظر خارجي